# Palais d'Arimadanapura
 (novembre 2020).
Le palais d'Arimadanapura (birman : အရိမဒ္ဒနပူရ နန်းတော်) est un palais royal situé à Bagan, en Birmanie. Il a été reconstruit en 2008.